# Obora (Schlesische Beskiden)
Der Obora, auch Obłaziec genannt, ist ein Berg in Polen. Er liegt auf dem Gemeindegebiet von Wisła. Mit einer Höhe von 638 m ist er einer der niedrigeren Berge im Równica-Kamm der Schlesischen Beskiden. Er ist stark bewaldet und seine Westhänge fallen steil ins Tal der oberen Weichsel herab.

## Tourismus
- Auf den Gipfel führen keine markierten Wanderwege.